# Assemblée nationale (Haut-Karabagh)
Pour les autres articles nationaux ou selon les autres juridictions, voir Assemblée nationale.
Ancien bâtiment de l'Assemblée nationale
(2007-2024)
L'Assemblée nationale (en arménien : Ազգային Ժողով romanisé : Azgayin Zhoghov) était le parlement monocaméral du Haut-Karabagh, siège du pouvoir législatif de ce pays dont la reconnaissance était limitée.
Après l'offensive azerbaïdjanaise de septembre 2023, la République du Haut-Karabagh avec toutes ses institutions a cessé d'exister.
Début mars 2024, les autorités azerbaïdjanaises ont démoli le bâtiment de l'Assemblée nationale du Haut-Karabagh, situé sur la place de la Renaissance au centre de Stepanakert,.

## Système électoral
L'Assemblée nationale est composée de 33 députés élus pour cinq ans au scrutin proportionnel plurinominal avec seuil électoral de 5 % dans une seule circonscription électorale recouvrant tout le pays.
Ce système électoral est issu de la constitution adoptée par référendum en 2017. Les précédentes élections ont eu lieu selon un mode de scrutin mixte, avec un tiers des 33 sièges au scrutin majoritaire à un tour dans autant de circonscriptions électorales, et les deux tiers restants au scrutin proportionnel plurinominal entre les listes de candidats ayant remporté au moins 6 % des suffrages exprimés au niveau national pour les partis, et 8 % pour les coalitions de partis.

## Composition
| Législature | Élection         | Composition                                   | Composition                                                                                             | Président                                                          |
| ----------- | ---------------- | --------------------------------------------- | --- | ------------------------------------------------------------------ |
| Ire         | 28 décembre 1991 | Composition de l'Assemblée nationale en 1991. | - Indépendants (81)                                                                                     | Leonard Petrossian Artur Mkrtchyan Georgi Petrosian Karen Baburyan |
| IIe         | 30 avril 1995    | Composition de l'Assemblée nationale en 1995. | - Indépendants (33)                                                                                     | Karen Baburyan Artur Tovmasian Oleg Esaian                         |
| IIIe        | 18 juin 2000     | Composition de l'Assemblée nationale en 2000. | - FRA (9) - DPA (20) - AK (1) - SDPA (1) - Indépendants (2)                                             | Oleg Esaian                                                        |
| IVe         | 19 juin 2005     | Composition de l'Assemblée nationale en 2005. | - AHK (10) - DPA (10) - FRA (3) - Indépendants (10)                                                     | Ashot Ghulian                                                      |
| Ve          | 23 mai 2010      | Composition de l'Assemblée nationale en 2010. | - AHK (14) - DPA (6) - FRA (6) - Indépendants (7)                                                       | Ashot Ghulian                                                      |
| VIe         | 3 mai 2015       | Composition de l'Assemblée nationale en 2015. | - AHK (15) - FRA (7) - DPA (6) - Mouvement 88 (en) (2) - Indépendants (2) - Renouveau national (en) (1) | Ashot Ghulian                                                      |
| VIIe        | 31 mars 2020     | Composition de l'Assemblée nationale en 2020. | - AHK (16) - Mère patrie unie (9) - Justice (3) - FRA (3) - DPA (2)                                     | Arthur Tovmasyan Davit Ichkhanian                                  |